# 堡里镇
堡里乡，是中华人民共和国广西壮族自治区桂林市永福县下辖的一个乡镇级行政单位。

## 行政区划
堡里乡下辖以下地区：
堡里村、罗田村、黄源村、波塘村、拉木村、三多村、清坪村、茶料村、河东村、和顺村、胜利村和九槽村。